# Вороб'ївка (Новоукраїнський район)
Вороб'ї́вка (до 7 березня 1946 — Ляхове) — село в Україні, у Добровеличківській селищній громаді Новоукраїнського району Кіровоградської області. Населення становить 161 осіб. Орган місцевого самоврядування — Добровеличківська селищна рада.

## Географія
Селом протікає річка Мазниця, права притока Чорного Ташлику.

## Історія
Указом Президії Верховної Ради УРСР село Ляхове було перейменоване на Вороб'ївку.

## Населення
Згідно з переписом УРСР 1989 року чисельність наявного населення села становила 208 осіб, з яких 88 чоловіків та 120 жінок.
За переписом населення України 2001 року в селі мешкала 161 особа.

### Мова
Розподіл населення за рідною мовою за даними перепису 2001 року:
| Мова       | Відсоток |
| ---------- | -------- |
| українська | 88,82 %  |
| молдовська | 4,97 %   |
| російська  | 4,97 %   |
| білоруська | 1,24 %   |

## Особистості
- В. В. Слушков — доктор економічних наук, професор.